# 心理账户
心理账户（心理会计学），最早由2017年的诺贝尔奖得主、芝加哥大學教授理查德·塞勒提出。塞勒认为，每个人都有心理账户，並通过该心理账户进行各种各样的经济决策，也能以此解释人的不理性经济决策。
比如，我们会把工资划归为依靠在日积月累下的辛苦勞動而得的“勤劳致富”账户中；因把年终奖视为一种额外的恩赐，於是放置在“奖励”账户中；而由購买彩票赢得的金钱，則放到“天上掉下的馅饼  (意外之財)  ”账户中。